# 요술고양이 펠릭스
요술고양이 펠릭스(영어: The Twisted Tales of Felix the Cat)는 필름 로맨이 텔레비전용으로 제작한 고양이 펠릭스 캐릭터가 주연을 맡은 애니메이션 시리즈다. 1995년 9월 16일 CBS에서 처음 방영된 시리즈는 1997년 4월 12일에 마지막 에피소드가 방영된 후 두 시즌 동안 지속되었다. 첫 번째 시즌은 13개의 에피소드로 구성되어 있고 두 번째와 마지막 시즌은 8개의 에피소드로 구성되어 있다. 대한민국 내에서는 1996년부터 1999년까지 SBS에서 방영됐다.

## 줄거리
이 시리즈는 삶이 평범하지 않은 평범한 검은 고양이 펠릭스에 관한 것이다. 그는 모든 모험에서 그를 돕고 악당이 세상을 지배하는 방법을 막을 수 있는 마술 가방을 가지고 있다.

## 목소리 출연
- 이선주: 펠릭스
- 박영희: 시바, 캔디
- 다른 성우: 김태훈, 이인성, 유해무, 권혁수, 박영화, 김영훈, 황일청, 김태웅, 서혜정